# Antônio Augusto de Barros
Antônio Augusto de Barros (Limeira, 29 de julho de 1876 — São Paulo, 6 de dezembro de 1958) foi um político brasileiro. Exerceu o mandato de deputado federal constituinte por São Paulo em 1934.
Filho de Maria Augusta Penteado de Barros e Manuel Toledo de Barros, Antônio Augusto de Barros nasceu em uma das mais nobres famílias paulistanas. 
Antônio Augusto concluiu sua graduação em 1900 formando-se engenheiro pela Escola de Minas de Ouro Preto (Minas Gerais). No entanto, apenas quinze anos depois iniciou sua trajetória na carreira política.
Casou-se com Celeza de Barros Penteado e teve dez filhos. Um dos filhos, Lauro Penteado, morreu em combate nas manifestações referentes à Revolução Constitucionalista de 1932.